# Luise Rainer
Luise Rainer (Düsseldorf, 12 de janeiro de 1910 — Londres, 30 de dezembro de 2014) foi uma atriz teuto-américo-britânica, vencedora de dois prêmios Oscar, na categoria Melhor atriz, por suas performances em Ziegfeld, o criador de estrelas ("The Great Ziegfeld", 1936) e Terra dos deuses ("The Good Earth", 1937). Em 1999 ela foi nomeada uma das 500 grandes lendas do cinema pelo American Film Institute.
Nascida na Alemanha, passou parte de sua infância e juventude em Viena, na Áustria, o que justifica o fato de, quando nos anos de seu apogeu, ter ficado conhecida como "The Viennese Teardrop" (A lágrima vienense), especialmente em razão de sua intensa habilidade dramática. Prevista a virar uma "nova Greta Garbo", Rainer tornou-se a primeira atriz a vencer dois Oscars e a primeira também a tê-los ganho em anos consecutivos, além de ter sido a atriz que mais viveu após ter sido premiada pela Academia de Artes e Ciências Cinematográficas com um Oscar, e também a única alemã a vencer o prêmio.
Ela, no entanto, abandonou Hollywood em pleno auge devido a sua relutância em manter-se numa carreira dominada pelos chefes dos grandes estúdios. Rainer chegou a ser considerada para o papel principal em A dama das camélias ("Camille", 1936), que acabou sendo interpretado por Garbo - de quem logo ela arrebataria o Oscar, tendo sido considerada também para o papel de Scarlett O'Hara em E o vento levou ("Gone with the Wind", 1939), que coube à Vivien Leigh; além disso, Federico Fellini, que nos anos 1960 esteve interessado em promover um retorno da atriz às telas, escrevera para ela uma cena em A doce vida ("La dolce vita", 1960) que acabou nunca sendo filmada.
Embora naturalizada cidadã dos Estados Unidos, Rainer passou a viver entre o Reino Unido e a Suíça a partir de meados dos anos 1940. Em 1989 fixou-se definitivamente na Inglaterra, na cidade de Londres, capital do Reino Unido, lá permanecendo até o dia de sua morte, em 30 de dezembro de 2014, aos 104 anos, em decorrência de uma pneumonia. Por sua contribuição à indústria do cinema, ela recebeu uma estrela na Calçada da Fama, que encontra-se localizada no número 6 300 da Hollywood Boulevard.

## A vida antes da fama
Luise Rainer nasceu em Düsseldorf, Alemanha, e foi criada em Hamburg, ainda na Alemanha, e depois em Viena, na Áustria. Várias fontes afirmavam que ela nascera em Viena, talvez pelo fato de ter sido o lugar onde Luise passara boa parte de sua infância e juventude. Certa vez, ela comentou com um repórter: "Nasci num mundo de destruição. A Viena de minha infância era uma Viena de fome, pobreza e revolução".
Seus pais eram Heinrich e Emilie (nascida Königsberger) Rainer, familiarmente conhecidos como "Heinz" e "Emmy" (ambos, respectivamente, falecidos em 1956 e 1961). Heinz era um negociante bem-sucedido estabelecido na Europa que havia passado boa parte da infância no Texas, EUA, para onde fora enviado aos seis anos como órfão (Luise uma vez afirmou que, graças ao seu pai, ela é uma cidadã americana "de nascimento"). A família Rainer pertencia à alta sociedade e era judia. Nos anos 40, Rainer chegou a perder parte de seus familiares no holocausto, durante a Segunda Guerra Mundial.
A biógrafa Margaret Brenman-Gibson escreveu que Luise Rainer nascera quando sua mãe ainda estava no sétimo mês de gestação. Rainer, que teve dois irmãos, afirmou que seu pai era "possessivo" e "tempestuoso", mas com o afeto e a atenção nela sempre centrados. Para ele, a filha era uma "eterna distraída", por parecer estar sempre distante do mundo real, e "muito diferente". Segundo ela, seu pai era "tiranicamente possessivo", o que a deixava entristecida por ver a sua mãe, a quem descrevera como "uma bela pianista" e como "uma cordial e inteligente mulher profundamente apaixonada pelo marido", em constante sofrimento.
Embora geralmente tímida em casa, Rainer era intensamente atlética na escola, tornando-se campeã de corrida e uma intrépida escaladora de montanhas. Ela afirmaria mais tarde que só se tornou atriz porque sentia que precisava encontrar algo que a permitisse sentir a emoção de estar se mantendo ininterruptamente ativa - emoção essa que, nos tempos do colégio, era por ela obtida enquanto gastava as suas energias com o atletismo. Seu pai desejava que ela terminasse os estudos numa boa escola e encontrasse o "homem certo". No entanto, a sua natureza "rebelde" a fazia parecer mais com uma "moleca", o que, de qualquer forma, a deixava feliz por ser independente, embora ela temesse desenvolver algum complexo por se sentir inferior à sua mãe.
Foi na idade de seis anos que ela passou a desejar tomar parte no mundo das artes, enquanto assistia a um espetáculo de circo: "Achei o equilibrista maravilhoso, com suas lantejoulas e collants. Eu quis fugir e casar-me com ele, mas não tive a oportunidade. Mas estou certa de que essa foi a primeira experiência que me revelou o mundo do entretenimento" - relembraria Luise, mais tarde. "Durante anos eu desejei poder caminhar sobre um fio, também" - bricou a atriz, na ocasião.

## Carreira

### Início na Europa
Aos 16 anos, Rainer passou a seguir o grande sonho de se tornar atriz. Com o pretexto de visitar sua mãe, ela regressou à sua cidade-natal, Düsseldorf, e se registrou no Dumont Theater, tendo conseguido um teste para o mesmo dia. Rainer, mais tarde, começou a ter aulas de interpretação com Max Reinhardt, e, aos 18 anos, já possuía uma legião de críticos que achavam que ela tinha um talento extraordinário para uma jovem atriz - talento esse que a permitiu se tornar uma distinta intérprete dos palcos de Berlim, na Companhia Teatral de Max Reinhardt. Sua estreia nos palcos se deu no Dumont Theater em 1928, aparecendo mais tarde em vários teatros como estrela das peças "Mademoiselle", de Jacques Deval, "Men in White", de Sidney Kingsley, "Saint Joan", de George Bernard Shaw, "Measure for Measure", de William Shakespeare, e "Six Characters in Search of an Author", de Luigi Pirandello.
De volta à Áustria, Rainer apareceria em alguns filmes de língua alemã, o que eventualmente levou a crítica ao delírio. Enquanto atuava na peça "Six Characters in Search of an Author", ela foi vista pelo caça-talentos da MGM Phil Berg, que sentiu que Rainer poderia se tornar uma outra Greta Garbo, que era uma das maiores estrelas da produtora. A princípio Rainer não tinha o interesse de construir uma carreira cinematográfica, como explicaria, anos mais tarde, numa entrevista em 1995: "Eu nunca quis fazer filmes. Só teatro. Então eu assisti Adeus às armas ('A Farewell to Arms', 1932), e quis entrar para o cinema. Foi lindo!".
Ela, então, foi passar o verão nos EUA, no Pine Brook Country Club, localizado na zona rural de Nichols, Connecticut, juntamente com Clifford Odets (dramaturgo, com quem viria a se casar), Elia Kazan e Harold Clurman, entre outros. Lá encontrava-se a sede para os ensaios de verão do Group Theatre de Nova York, durante as décadas de 30 e 40.

### Chegada a Hollywood
Ao chegar aos Estados Unidos, a MGM propôs a Rainer um contrato de três anos, o que a fez se mudar para Hollywood, passando a ser vista como uma promissora estrela mediante às grandes da produtora, como Greta Garbo, Norma Shearer e Joan Crawford. Segundo o biógrafo Charles Higham, tanto o chefe da MGM, Louis B. Mayer, quanto o produtor Samuel Marx tinham visto fotografias de Rainer antes de sua chegada à Hollywood, e ambos sentiam que ela tinha o charme e especialmente a delicadeza que Mayer admirava em suas estrelas. O inglês de Rainer precisava ser melhorado, e, para tanto, Mayer contratou a atriz Constance Collier para treiná-la e ensiná-la modulação dramática; Rainer rapidamente apresentou bons resultados.
Ao chegar em Hollywood, Rainer passou oito semanas no estúdio sem que propostas para filmes lhe fossem feitas. Seu primeiro filme lá foi Flerte ("Escapade", 1935), que era o remake de um dos filmes austríacos por ela estrelados, num papel para o qual Myrna Loy fora cotada. Quando Rainer foi escalada, metade do filme já havia sido filmada. Durante a pré-estreia do filme, Rainer, que saíra correndo do cinema, comentou, posteriormente, sobre o ocorrido: "Na tela, eu parecia enorme e com uma cara tão cheia... foi horrível!". Após o lançamento do filme, Rainer teve enorme publicidade, sendo aclamada pela imprensa como "a Elisabeth Bergner da light comedy". Ela foi saudada como "a nova sensação de Hollywood", passando a conceder várias entrevistas.
Desde o início de sua carreira em Hollywood ela afirmou não gostar do estrelato ou de ter de dar entrevistas, explicando:
| “ | Estrelas não são importantes, só o que elas fazem como parte de seu trabalho que é importante. Artistas precisam de tranquilidade para que possam evoluir. Parece que Hollywood não gosta de dar esta tranquilidade. O estrelato é ruim porque Hollywood faz muito disso, passa a ideia de que é preciso curvar-se ante as estrelas. O estrelato é o peso a pressionar a sua cabeça para baixo - e é para cima que se cresce, ou então nada feito. | ” |

### Ziegfeld, o criador de estrelas(1936)
O próximo papel que Rainer interpretaria em Hollywood seria o de Anna Held na cinebiografia musical Ziegfeld, o criador de estrelas ("The Great Ziegfeld", 1936), papel que ela obteve em agosto de 1935. O filme a reuniu novamente com William Powell, com quem havia contracenado em seu último filme, Flerte. Powell ficou tão impressionado com Rainer que já previa que ela fosse ser igualmente aclamada como já o fora antes, no filme anterior.

“A Srta. Rainer é uma das pessoas mais naturais que eu já conheci. Mais que isso, ela é deslumbrante, paciente e possui um magnífico senso de humor. Ela é um ser extremamente sensível e possui uma grande compreensão da natureza humana. Ela tem um bom senso e uma compreensão que a tornam capaz de retratar a emoção humana de forma comovente e verdadeira. É uma artista definitivamente criativa, que compreende a vida e o seu significado. Tudo o que ela faz é submetido a uma análise minuciosa. Ela pensa em cada tom de emoção para fazê-lo soar verdadeiro. Na Europa ela é uma grande estrela do teatro. Ela merece ser uma estrela. Inquestionavelmente, ela possui todas essas qualidades.”

— William Powell sobre Luise Rainer

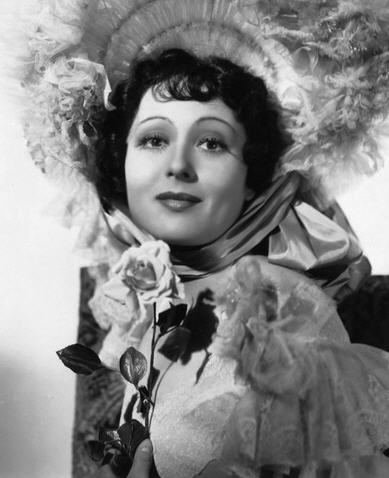
Rainer em foto de publicidade do filme Ziegfeld, o criador de estrelas ("The Great Ziegfeld", 1936).

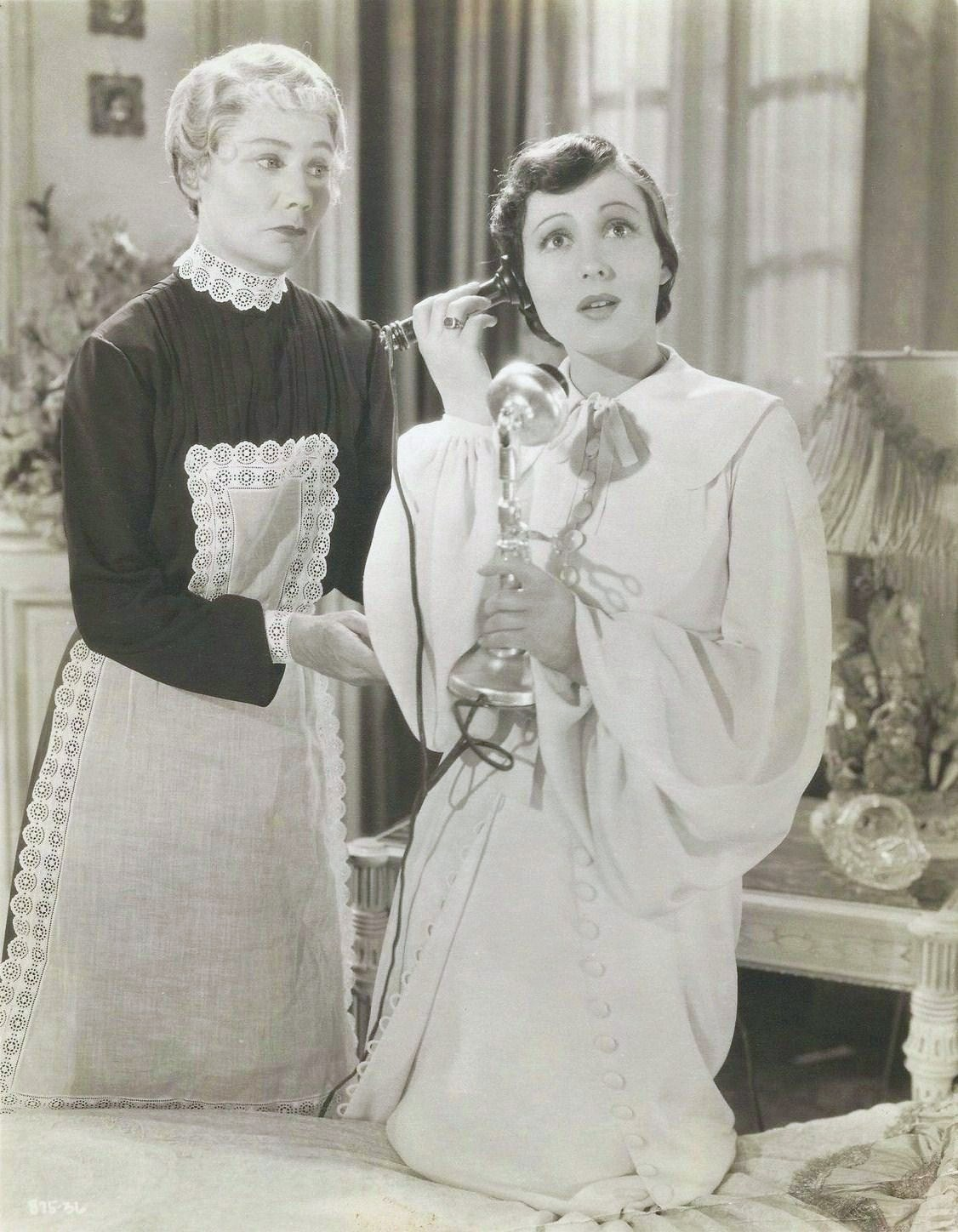
Rainer na cena do telefone em Ziegfeld, o criador de estrelas, ao lado da atriz belgo-americana Marcelle Corday (1890–1971).

O biógrafo Charles Higham conta que o produtor do filme, Irving Thalberg, dizia que apenas ela poderia interpretar Anna Held. Contudo, Rainer afirmou que Louis B. Mayer não queria que ela fizesse o longa porque a personagem sairia de cena antes mesmo de o filme chegar em sua metade; "Você agora é uma estrela, e não pode fazê-lo!" - teria dito Mayer à atriz. Pouco depois do início das filmagens, no final de 1935, as dúvidas sobre Rainer ser capaz de interpretar a personagem começaram a pairar sobre a imprensa, devido ao fato de ela não possuir semelhança com a verdadeira Anna Held (que era polonesa de nascimento). O diretor do filme, Robert Z. Leonard, chegou a responder que "qualquer semelhança que houvesse entre ambas tornaria o filme menos crível do que as comparações que estavam sendo constantemente feitas pela crítica". O diretor admitiu que a principal razão para Rainer ter sido escolhida foram os olhos dela, por serem largos, brilhantes e tentadores.
Tal como Thalberg esperara, Rainer conseguiu fazer um excelente trabalho interpretando o papel, que exigia "faceirice, charme com olhos arregalados e vulnerabilidade". O biógrafo Charles Affron escreveu que Rainer "impressionou tanto com a sua cena altamente emotiva" que essa foi a razão para ela ter vencido o Oscar de melhor atriz. Na cena, uma das mais famosas do cinema (intitulada por Jean Cocteau como "conversação ao telefone"), Anna Held, durante um telefonema, parabeniza o seu ex-marido Florenz Ziegfeld por seu novo casamento com a atriz Billie Burke. Segundo Affrom: "A câmera grava sua agitação. Ziegfeld ouve uma voz que paira entre a falsa alegria e o desespero; quando ela desliga, se dissolve em lágrimas". Por esta profunda interpretação dramática ela passou a ser conhecida como "The Viennese Teardrop", que significa A lágrima vienense.
Na noite da cerimônia de entrega do Oscar, Rainer, que não esperava vencer quaisquer prêmios, ficou em casa. Quando Mayer então soube que ela seria a vencedora, enviou o chefe de publicidade da MGM Howard Strickling até a casa dela para buscá-la. Quando ela finalmente chegou, o apresentador da cerimônia, o ator George Jessel, durante o tumulto, cometeu o erro de anunciar a vitória de Rainer, algo que Bette Davis fora escalada para fazer. Rainer também recebeu o prêmio de melhor atriz do New York Film Critics Circle (ou NYFCC Award, o prêmio do Círculo dos Críticos de Cinema de Nova York) por seu brilhante desempenho no filme.

### Terra dos deuses(1937)
Seu próximo filme seria Terra dos deuses ("The Good Earth", 1937), estrelado por ela e Paul Muni. Ela fora classificada em primeiro lugar para o papel principal nesta adaptação cinematográfica em setembro de 1935, tendo sido escalada dois meses mais tarde, em novembro. O papel era completamente o oposto da Anna Held que ela havia interpretado em seu filme anterior, sendo ela agora a chinesa O-Lan, esposa de um humilde camponês cuja família enfrenta todos os percalços causados durante a época da chamada Revolução Chinesa. Para o papel, ela atuou quase que sem dialogar durante todo o filme, sendo totalmente subserviente ao personagem de Paul Muni, que vivia o marido da personagem de Rainer.

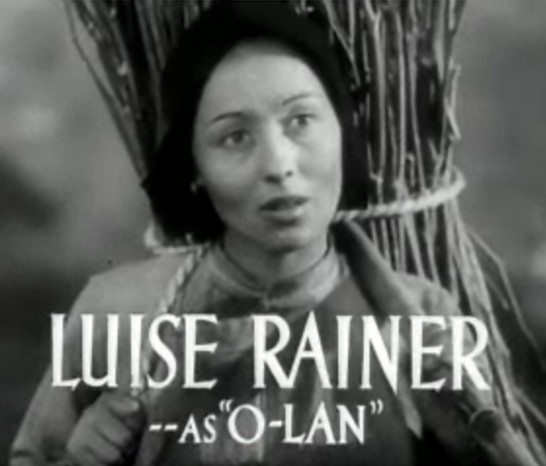
Rainer no trailer de Terra dos deuses ("The Good Earth", 1937), filme no qual apareceu num papel completamente desprovido de glamour, provando, com uma brilhante atuação, a sua versatilidade como atriz.

O enorme contraste que havia com o papel por ela interpretado em Terra dos deuses em relação ao do filme anterior, Ziegfeld, o criador de estrelas, mostrou que Rainer estava buscando provar que podia ser extremamente versátil, e isso também contribuiu para sua vitória sobre outro Oscar de melhor atriz. Ela se tornou a primeira atriz a vencer dois Oscars - tendo sido também a primeira a ganhá-los em anos seguidos, façanha que apenas Katharine Hepburn conseguiria repetir trinta anos mais tarde, além de até hoje ser a única alemã a vencer uma estatueta do prêmio. O historiador de cinema Andrew Sarris fez uma comparação, afirmando que a "quase mudez de Rainer no decorrer de Terra dos deuses foi contada como um tour de force surpreendente depois de sua histérica cena da conversa ao telefone em Ziegfeld, o criador de estrelas".
Rainer depois relembraria que, mais uma vez, Louis B. Mayer esteve oponente em relação ao projeto; e dessa vez ele simplesmente não quis que ela interpretasse O-Lan, como também não queria que o filme fosse produzido: "Ele ficou horrorizado com a insistência de Irving Thalberg para que eu interpretasse O-Lan. Eu mesma, com os poucos diálogos que foram dados a mim, temia que o filme fosse um furo hilário!" - relembrou. Rainer afirmou que Mayer chegara a comentar com Thalberg: "Ela tem de parecer uma escrava sombria e envelhecer, mas Luise é jovem, apenas temos de fazê-la glamourosa - e o que você está fazendo?". No entanto, Rainer considera o papel uma das maiores conquistas de sua carreira, para o qual expressou o máximo de realismo, mesmo tendo se recusado a usar a máscara de borracha que lhe conferiria um visual "mais chinês", que fora sugerida pelo departamento de maquiagem.
Contudo, havia sérios problemas durante a produção. George W. Hill, um diretor de cinema de peso na época, fora escolhido para a direção do filme, e passou vários meses na China filmando as terras ao redor da Muralha da China e também de Pequim. Porém, assim que voltou aos EUA, Hill cometeu suicídio e o filme teve de ser adiado até Sidney Franklin finalmente assumir sua direção.
Então, antes de o filme ser concluído, o produtor do longa, Irving Thalberg, grande admirador de Rainer, morreu subitamente vitimado por uma pneumonia aos 37 anos de idade. Rainer comentou anos mais tarde que a morte de Thalberg fora um terrível choque para todos: "Ele era tão jovem e sempre tão prestativo... se ele não tivesse morrido, talvez eu tivesse feito mais filmes".
Rainer descreveu que ganhar pela segunda vez o Oscar havia sido a pior coisa que se abatera sobre sua carreira. Numa entrevista em 1938, ela exclamou que ter vencido mais uma vez o prêmio a estava fazendo trabalhar muito mais agora, pois ela tinha de provar que a Academia estava certa em tê-la premiado. Na época, a vitória de Rainer sobre o Oscar por Terra dos deuses havia causado uma enorme agitação entre a crítica, havendo os que não concordavam com a vitória dela como melhor atriz do ano - Max Breen estava entre os críticos indignados com o fato de a performance de Greta Garbo em A dama das camélias ("Camille", 1936) ter sido ofuscada pela de Rainer - e havendo, também, críticos que estiveram veementemente posicionados a favor de Rainer, como James Agate, que admirava energicamente a performance da atriz, tendo Agate, inclusive, descrito a atuação dela como "uma rendição requintada" e como "simplesmente perfeita em tudo".

### Filmes subsequentes e problemas na carreira
Luise Rainer havia chegado a ser considerada para o papel principal em A dama das camélias (que, como se sabe, foi interpretado por Garbo). A MGM tinha, no final de 1936, um script chamado "Maiden Voyage" concebido especialmente para ela. O projeto foi arquivado e, eventualmente, lançado como Não se ama por encomenda ("Bridal Suite", 1939), estrelando a atriz Annabella como "Luise". Outro projeto de 1936 nunca realizado em que Rainer esteve envolvida fora "Adventure for Three", que a reuniria mais uma vez com o colega William Powell.

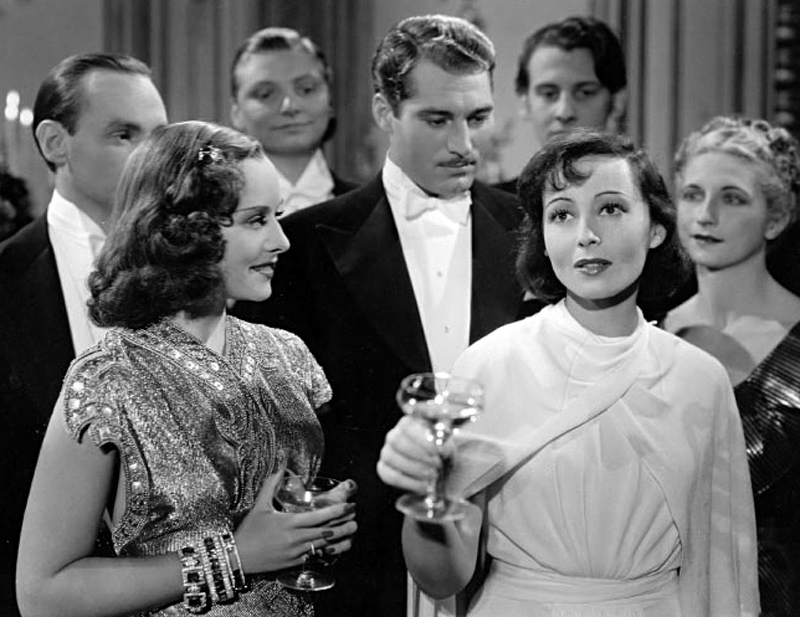
Em cena do filme Escola dramática ("Dramatic School", 1938), com Paulette Goddard.

Mais tarde, ela estrelaria a bem-sucedida produção musical da MGM vencedora do Oscar A grande valsa ("The Great Waltz", 1938), seu último grande sucesso. Os outros quatro filmes que Rainer estrelou na MGM, Os castiçais do imperador ("The Emperor's Candlesticks", 1937, também com William Powell), Labirintos do destino ("Big City", 1937, com Spencer Tracy), Mademoiselle Frou-Frou ("The Toy Wife", 1938, com Melvyn Douglas) e Escola dramática ("Dramatic School", 1938, com Paulette Goddard), não correspondiam ao perfil de uma atriz do nível dela, tendo ela os aceitado apenas por pressão do estúdio, e porque o seu marido na época, o dramaturgo Clifford Odets, teria achado melhor que ela não contrariasse a vontade de seus chefes - o que fora um péssimo conselho, uma vez que esse foi um dos agravantes que terminariam por contribuir para o rápido declínio da atriz. Quando lançados, os filmes acabaram não sendo bem recebidos pela crítica, embora Rainer continuasse a receber elogios. Os castiçais do imperador, para o qual fora escalada em novembro de 1936, a reuniu com William Powell pela última vez. Para o filme, ela usava uma peruca vermelha e figurinos feitos pelo figurinista Adrian (que fora o segundo marido de Janet Gaynor), que alegava que Rainer, até o final de 1937, se tornaria uma das mais influentes personalidades na moda de Hollywood. No set ela recebia tratamento de estrela, tendo o seu próprio camarim, professor de dicção, secretária, guarda-roupa, cabeleireiro e maquiador.
Mesmo tendo recebido, na maioria das revisões, críticas amáveis por sua performance em Labirintos do destino, alguns críticos concordavam que Luise não fora uma boa escolha para um papel moderno e que ela parecia muito exótica como a esposa de Tracy. Apesar de os filmes que estava estrelando não estarem sendo geralmente bem recebidos pelos críticos e dos boatos de que estaria deixando Hollywood, Rainer renovou seu contrato por sete anos logo após o lançamento do filme.
A maioria dos críticos concordaram que o melhor desempenho de Rainer poderia ser conferido em Mademoiselle Frou-Frou, filme para o qual ela fora escalada em abril de 1938. O último filme feito por Rainer na MGM foi Escola dramática, para o qual havia sido escalada em maio de 1938.
Rainer recusava a se tornar estereotipada ou a ter de ceder ao chamado studio system (o sistema dos estúdios vigente à época), por meio do qual um artista de cinema não possuía o domínio sobre a sua própria carreira, cabendo a escolha de seus papéis aos chefes dos estúdios, que não permitiam o direito de recusa. Atores que recusassem papéis em filmes estariam sujeitos a suspensões contratuais por tempo indeterminado. Embora alguns atores aceitassem tal sistema, outros, como a própria Rainer, ficavam inconformados, pois isso não garantia a liberdade artística necessária a quem visava crescer profissionalmente.

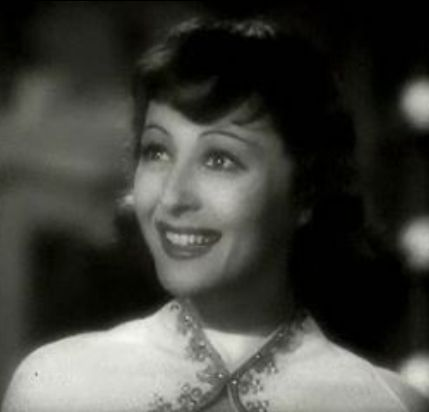
Rainer em cena de Escola dramática, seu último filme para a MGM.

Alguns atores foram além de sua inconformação e ousaram tentar mudar o sistema. Um dos casos mais notáveis havia sido o de Bette Davis, que abriu um processo mal-sucedido contra os abusos da Warner Bros. perto do final dos anos 30; a situação, porém, só iria se reverter em meados dos anos 40, quando Olivia de Havilland finalmente obteria a vitória sobre um processo aberto contra a Warner, sendo assim criada a Lei De Havilland, por meio da qual atores e atrizes deixaram de ser tratados como "gado" nas mãos dos poderosos dos grandes estúdios. Mas, na metade da década de 40, quando Olivia de Havilland obteve tal vitória, isso em nada pode ajudar a Rainer, que a essa altura já havia decidido abandonar Hollywood.
O chefe da MGM, Louis B. Mayer, tornara-se antipático diante dos pedidos de Rainer por papéis sérios. Além disso, ela começou a lutar por um melhor salário e passou a ter fama de difícil e temperamental. Desse modo ela acabou perdendo bons papéis, incluindo o papel principal feminino num filme de gângster estrelado por Edward G. Robinson chamado O último gângster ("The Last Gangster", 1937), que ficou a cargo de outra atriz vinda de Viena, Rose Stradner. Ao falar sobre Mayer décadas mais tarde, Rainer comentou: "Ele disse, 'Nós fizemos você, e nós vamos destruir você'. Bem, ele tentou da melhor forma". Como castigo, seu chefe começou a lhe escalar para filmes B, o que a desmotivou por completo, culminando num pedido de demissão.

### O adeus à Hollywood
Rainer quis interpretar Madame Curie no filme homônimo, papel que esteve reservado para Greta Garbo, mas que acabou sendo feito só em 1943, por Greer Garson. Também foi uma das atrizes consideradas para interpretar Scarlett O'Hara em E o vento levou ("Gone with the Wind", 1939), mas a ideia não foi bem-recebida e a ela não foi concedida a chance de ser testada para o papel, que acabou sendo interpretado por Vivien Leigh. Após o lançamento de Escola dramática, seu último filme para a MGM, em 1938, ela decidiu abandonar a indústria do cinema. Numa entrevista em 1983, a atriz contou que havia ido ao escritório de Louis B. Mayer e o disse: "Sr. Mayer, eu devo parar de fazer filmes. Minha fonte de inspiração secou. Eu trabalho de dentro para fora, e não há nada de dentro para dar". Mayer esteve relutante, mas a atriz acabou sendo liberada de seu contrato, tendo dito a ele: "Você está agora com 60 anos e eu ainda na casa dos 20. Quando eu estiver com 40, a idade de uma atriz de sucesso, você vai estar morto e eu continuarei vivendo".
Desencantada com Hollywood, onde mais tarde ela diria que era impossível ter uma conversa inteligente, ela se mudou para Nova York com o seu marido, Clifford Odets, de quem fora esposa entre 1937 e 1940. Rainer nunca escondeu sobre a infeliz situação de seu casamento com Odets, tendo dito numa entrevista em 1938: "Minhas atuações nos palcos ou nas telas foram nada comparáveis às minhas atuações em Nova York, quando tentei fazer todo mundo pensar que eu era feliz enquanto meu coração estava se quebrando". Ela pediu o divórcio em meados de 1938, mas os procedimentos foram adiados até "o próximo outubro", e, quando Odets fugiu para a Inglaterra, acabou atrasando ainda mais o processo. O divórcio acabou sendo concedido a 14 de maio de 1940.
Numa entrevista de anos posteriores, Rainer comentaria sobre o seu autoexílio da indústria cinematográfica:
| “ | Eu era muito jovem. Havia muitas coisas para as quais eu não estava preparada. Eu era bastante honesta, mas em Hollywood não me levavam a sério. Eu trabalhei em sete superproduções em três anos. Eu tinha de estar inspirada para dar uma boa performance. Queixei-me a um executivo do estúdio que a minha fonte de inspiração secara. O executivo me disse: 'Por que se preocupar com a sua fonte? Deixe o diretor se preocupar com isso!'. Eu não fugi de ninguém em Hollywood. Eu fugi de mim mesma. | ” |

## Vida e carreira posteriores

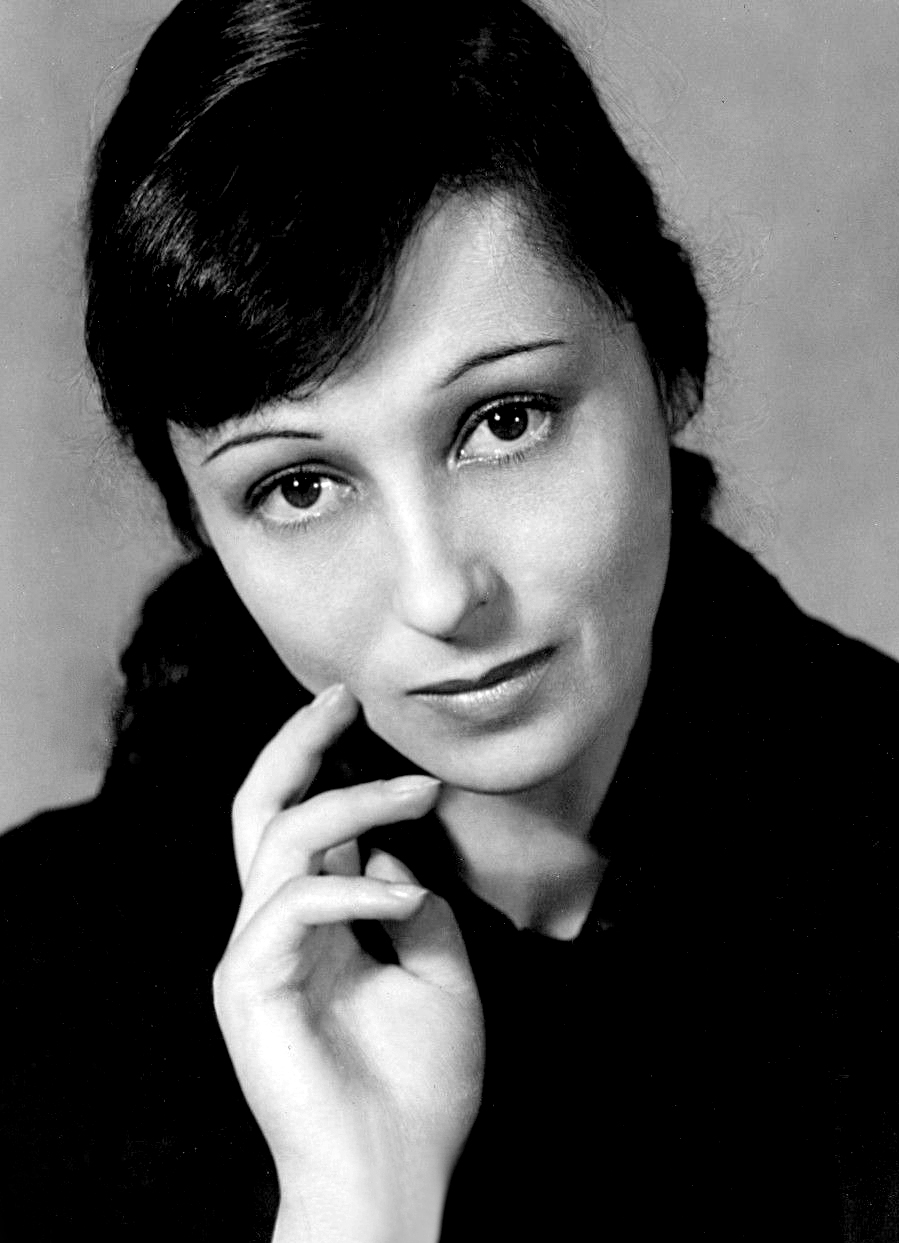
Rainer em 1941.

Rainer retornou aos palcos numa estreia no Palace Theatre, em Manchester (EUA), em de maio de 1939 na peça "Behold the Bride", de Jacques Deval, indo em seguida para Londres estrear no Shaftesbury Theatre com a mesma peça.
Quando de seu retorno à Europa, onde ajudaria crianças vítimas da Guerra Civil Espanhola, Rainer estudou medicina e disse ter amado ser aceita mais como uma outra estudante do que como a famosa atriz.
De volta à América, ela fez sua estreia no Music Box Theatre, em Nova York, em maio de 1942 na peça "A Kiss for Cinderella", de J. M. Barrie. Ela ainda voltaria a fazer mais uma aparição no cinema americano, desta vez no filme Reféns ("Hostages", 1943), explicando a razão de retorno: "Após meu breve retorno ao palco, comecei a perceber que todas as portas que tinham sido abertas para mim na Europa, e todo o trabalho que eu tinha sido capaz de realizar para ajudar as crianças refugiadas, deveu-se ao fato de as pessoas me conhecerem do meu trabalho no cinema. Comecei a sentir um senso de responsabilidade com um trabalho que eu tinha começado e nunca terminei. Quando me dei conta de que tinha potencial para tanto, e que o meu repentino estrelato não fora simplesmente um feliz incidente, eu decidi voltar".
Quando Rainer voltou à Hollywood, seu contrato com a MGM já havia expirado há muito tempo e ela estava sem agente. David Rose, chefe da Paramount Pictures, a ofereceu o papel principal num filme rodado na Inglaterra, mas as condições trazidas pela Segunda Guerra Mundial naquele momento a impediram de seguir adiante com o projeto. Rose então sugeriu que ela fizesse o teste para o papel de Maria em Por quem os sinos dobram ("For Whom the Bell Tolls", 1943), mas Ingrid Bergman terminou sendo escalada. Rainer acabou obtendo o papel principal em Reféns, tendo dito à imprensa sobre o então novo trabalho: "Certamente não é algo que vá me valer um Oscar, e, graças a Deus, meus chefes não esperam que eu ganhe algum prêmio por ele. [...] Não é algo espectacular, mas espero estar dando o passo na direção certa."
Reféns encerraria por definitivo a sua carreira no cinema americano - embora 54 anos mais tarde tenha voltado a filmar, mas no cinema britânico, numa participação em O jogador ("The Gambler", 1997), que foi lançado quando a atriz tinha 87 anos de idade. Este foi o seu último filme.
Em 1944 ela conheceu o editor britânico Robert Knittel, 10 anos mais jovem, de quem seria esposa de 1945 até 1989, quando ficou viúva. Na década de 1940, Rainer fez o juramento de lealdade para com os Estados Unidos, obtendo assim a cidadania americana, mas ela e Knittel acabaram indo morar na Europa, vivendo entre o Reino Unido e a Suíça durante toda a sua vida de casados. A filha do casal, Francesca Knittel - conhecida como Francesca Knittel-Bowyer em razão de seu casamento -, nasceu em 1946.

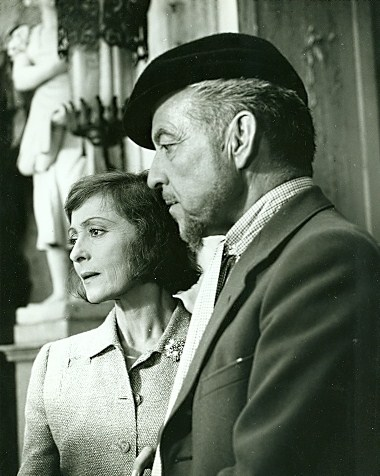
Com Maurice Marsac na série de TV "Combat!" (1965), episódio "Finest Hour".

Na década de 1960, Federico Fellini propôs à Rainer uma participação como "Dolores" no clássico italiano A doce vida ("La Dolce Vita", 1960); Luise chegou a viajar até Roma para as filmagens, mas acabou desistindo do papel, um fato que tem sido atribuído à sua não aprovação a alguns elementos do roteiro, o que a fez insistir em supervisionar os seus próprios diálogos. O papel acabou sendo retirado do roteiro, eventualmente. Ela fez aparições esporádicas na televisão e no teatro, tendo participado do episódio "Finest Hour" da série de televisão "Combat!", em 1965, uma série ambientada durante a Segunda Guerra Mundial. Em 1983, ela foi convidada especialmente para um episódio da série "The Love Boat" (O barco do amor), tendo sido ovacionada de pé por todo o elenco e equipe da série quando apareceu para realizar as filmagens.
Quando deixou a Suíça em 1989 após a morte de seu marido, Rainer decidiu morar definitivamente na Inglaterra, na cidade de Londres, capital do Reino Unido. Um fato curioso é que ela não se importou de dar o Oscar que ela havia ganho em 1938 por Terra dos deuses a um dos homens que a haviam ajudado com a mudança. Ela afirmou que durante muito tempo havia usado a estatueta como amparo à porta de um dos cômodos de sua casa, o que o causou uma rachadura ao meio.
Ela apareceu nas cerimônias de entrega do Oscar de 1998 e de 2003, como um dos vencedores do prêmio que foram especialmente convidados para ambas as ocasiões. Apesar da saúde frágil, Rainer concordou alegremente em viajar de Londres para Hollywood para participar de ambas as cerimônias, tendo observado, espirituosamente: "Se eu não aparecer eles vão pensar que estou morta!". Grandes estrelas da era de ouro de Hollywood dentre as que estavam vivas compareceram às cerimônias e receberam homenagens, estando presentes nas duas ocasiões, além da própria Luise, Karl Malden, Jennifer Jones, Celeste Holm e Teresa Wright, entre outros. Na cerimônia de 2003, uma Olivia de Havilland de 86 anos de idade pode ser vista apresentando os convidados, num dos mais belos momentos da festa. Na premiação de 1998, Fay Wray, então com 90 anos, e Rainer, com 88, foram as mais idosas a comparecer; na de 2003, Rainer, então com 93 anos, fora apresentada como o mais antigo membro da Academia naquela noite.
Em 1999 ela foi nomeada uma das 500 grandes lendas do cinema pelo American Film Institute.
Em 12 de janeiro de 2010, Rainer celebrou o seu centenário em Londres. O ator Ian McKellen foi um de seus convidados. No mesmo mês esteve presente no tributo que o British Film Institute a prestara no National Film Theatre, onde concedeu uma entrevista antes das exibições especiais de Terra dos deuses e A grande valsa. Ela também apareceu no palco do Royal National Theatre, no Reino Unido, onde também deu entrevistas. Em abril de 2010 ela regressou à Hollywood para apresentar o Turner Classic Movies Festival, que exibiu Terra dos deuses numa sessão especial; na ocasião, Rainer foi entrevistada por Robert Osborne, responsável pelo evento.

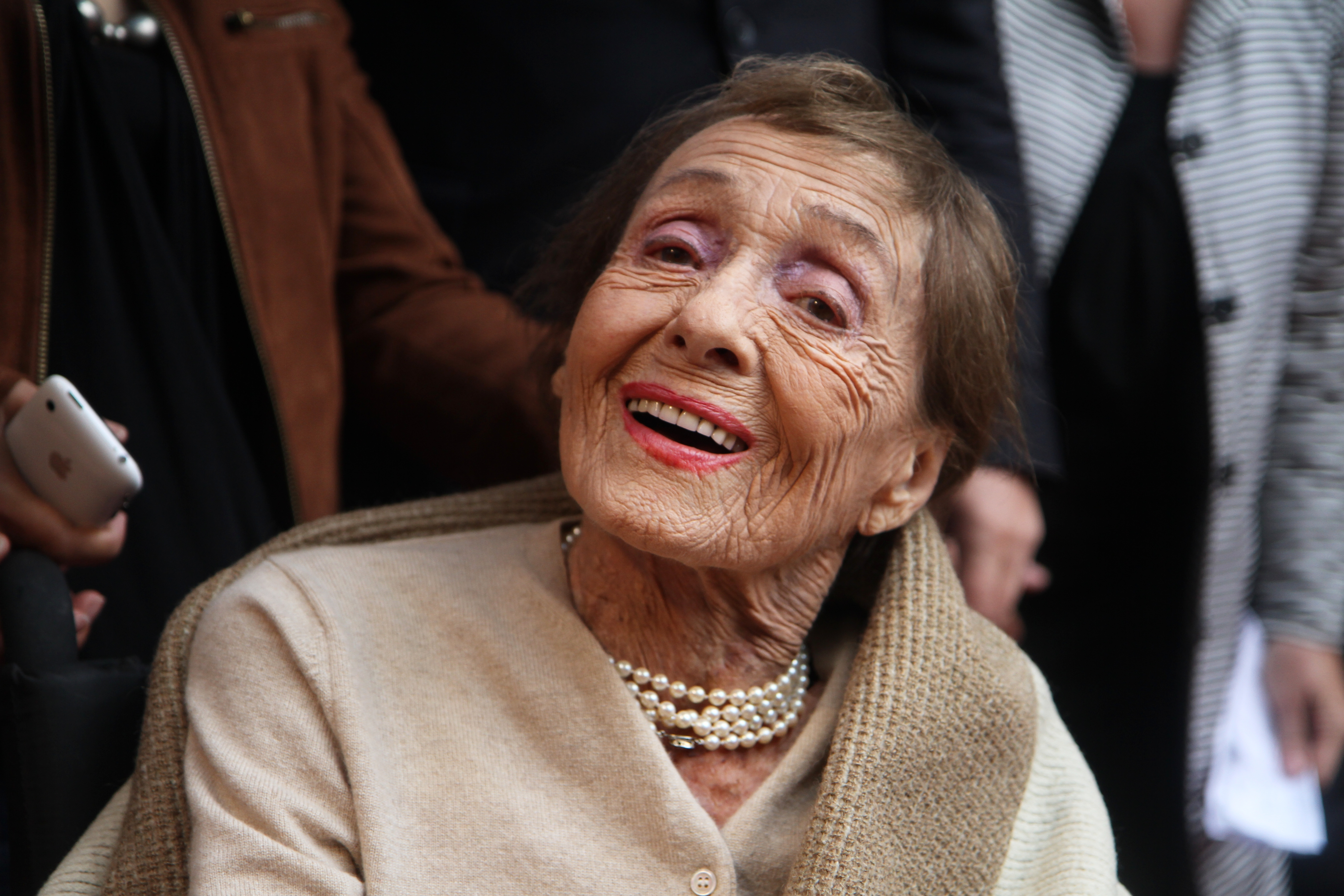
Aos 101 anos, recebendo sua estrela no "Boulevard der Stars", na Alemanha.

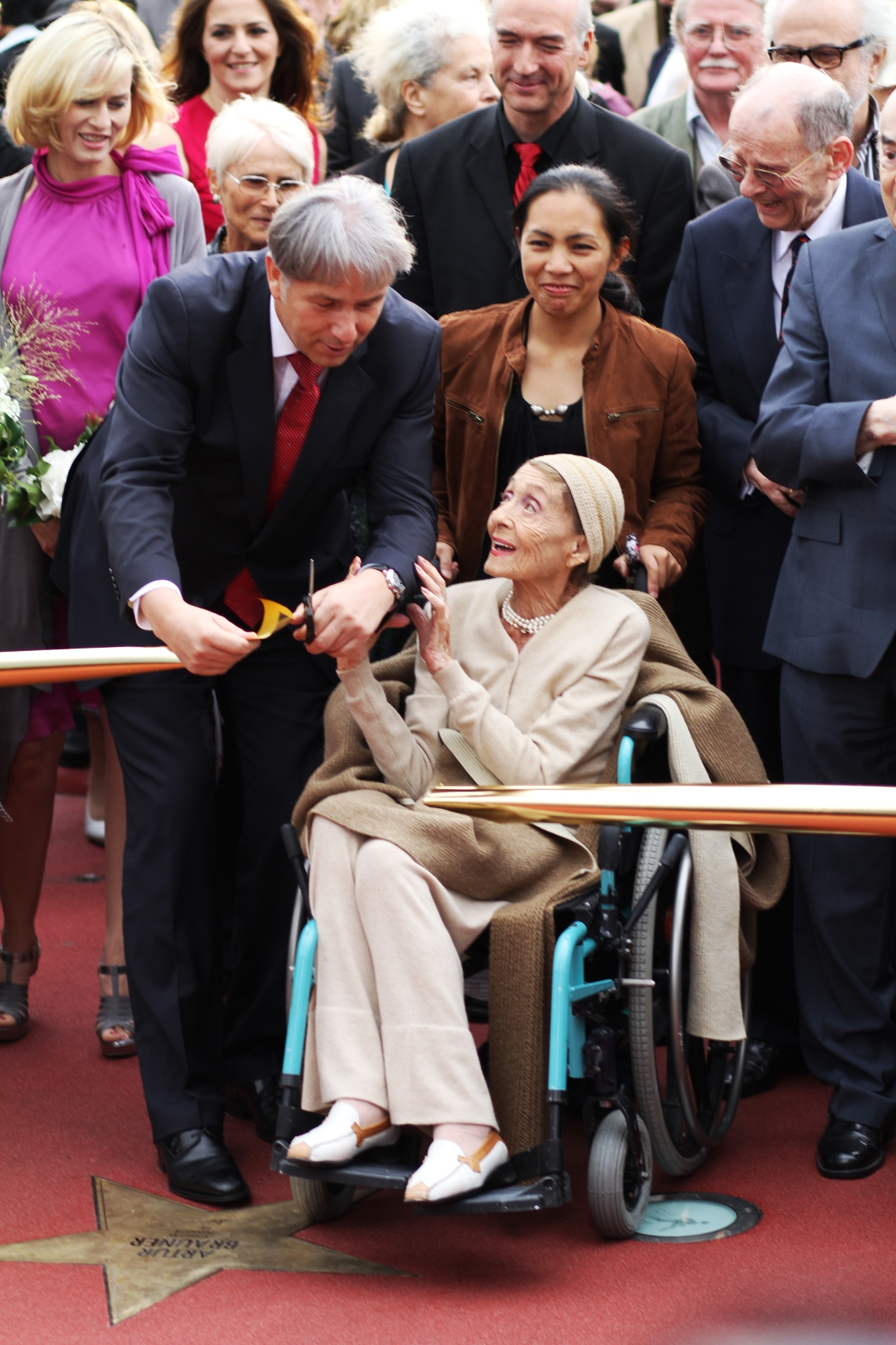
Rainer aos 101 anos no "Boulevard der Stars".

Em 24 de fevereiro de 2011, na idade de 101 anos, concedeu uma entrevista à BBC Radio 4 onde disse que o Oscar não era algo tão pomposo quanto hoje o é. Ao ser perguntada se havia algum ator ou atriz da atualidade que admirasse, Rainer respondeu: "Eu amo Julia Roberts. Acho-a muito boa atriz, e a amo!" (as duas estiveram presentes no Oscar 2003, e no momento da apresentação dos convidados especiais da Academia, Rainer e Roberts estavam sentadas uma ao lado da outra). Ela também disse ter assistido ao filme O discurso do Rei ("The King's Speech", 2010), que venceria naquele ano o Oscar de melhor filme, e o achou "maravilhoso".
Em setembro de 2011, Rainer viajou para Berlim, capital da Alemanha, para receber uma estrela no "Boulevard der Stars". Rainer havia sido esquecida quando o Boulevard fora inaugurado em 2010, algo no mínimo curioso, uma vez que ela é a única atriz nascida na Alemanha a vencer o Oscar. Após uma campanha feita para a inclusão da estrela de Rainer no Boulevard, onde houve a mobilização de artistas, políticos e da própria imprensa para que Rainer e o seu trabalho fossem reconhecidos, por fim a estrela dela foi emitida como uma exceção, no dia 5 de setembro de 2011.
Sua estrela na Calçada da Fama de Hollywood, referente à sua contribuição à indústria cinematográfica, foi emitida no dia 8 de fevereiro de 1960, e encontra-se localizada no número 6300 da Hollywood Boulevard.

## Morte e legado
Às 5h40 da madrugada do dia 30 de dezembro de 2014, a apenas duas semanas de seu aniversário de 105 anos, Luise Rainer faleceu vitimada por uma pneumonia. Ela viveu, até o dia de sua morte, em Eaton Square, na cidade de Londres, num apartamento onde uma vez residiu Vivien Leigh, outra bicampeã do Oscar. Das atrizes premiadas pela Academia de Artes e Ciências Cinematográficas durante a década de 30 ela foi a única a ter vivido até a década de 2010, sendo também a atriz que mais viveu após ganhar um Oscar - 77 anos após sua primeira vitória e 76 após a segunda -, seguida por Olivia de Havilland, que fora premiada em 1947 e 1950, tendo vivido 73 anos após sua primeira vitória sobre o prêmio e 70 anos após a segunda (De Havilland faleceu em 2020, também aos 104 anos).
"Ela era maior que a vida e poderia encantar os pássaros das árvores. Se você a visse, nunca iria esquecê-la".— Francesca Knittel-Bowyer, filha de Luise Rainer, após a morte da mãe.
Rainer deixou a sua única filha, Francesca Knittel-Bowyer, mais duas netas, Luisa e Nicole, e dois bisnetos, Luca e Hunter.

## Filmografia
| Ano  | Filme                                                    | Personagem                   | Notas                                                                                         |
| ---- | -------------------------------------------------------- | ---------------------------- | --------------------------------------------------------------------------------------------- |
| 1932 | "Sehnsucht 202"                                          | Kitty                        |                                                                                               |
| 1932 | "Madame hat Besuch"                                      |                              |                                                                                               |
| 1933 | "Heut' kommt's drauf an"                                 | Marita Costa                 |                                                                                               |
| 1935 | Flerte ("Escapade")                                      | Leopoldine Dur               |                                                                                               |
| 1936 | Ziegfeld, o criador de estrelas ("The Great Ziegfeld")   | Anna Held                    | *Oscar de melhor atriz *Prêmio de melhor atriz do Círculo dos Críticos de Cinema de Nova York |
| 1937 | Terra dos deuses ("The Good Earth")                      | O-Lan                        | *Oscar de melhor atriz                                                                        |
| 1937 | Os castiçais do imperador ("The Emperor's Candlesticks") | Condessa Olga Mironova       |                                                                                               |
| 1937 | Labirintos do destino ("Big City")                       | Anna Benton                  |                                                                                               |
| 1938 | Mademoiselle Frou-Frou ("The Toy Wife")                  | Gilberte 'Frou-Frou' Brigard |                                                                                               |
| 1938 | A grande valsa ("The Great Waltz")                       | Poldi Vogelhuber             |                                                                                               |
| 1938 | Escola dramática ("Dramatic School")                     | Louise Mauban                |                                                                                               |
| 1943 | Reféns ("Hostages")                                      | Milada Pressinger            |                                                                                               |
| 1997 | O jogador "The Gambler"                                  | Avó                          |                                                                                               |
| 2003 | "Poem - Ich setzte den Fuß in die Luft und sie trug"     | Ela mesma                    | Trata-se de uma espécie de documentário onde cada ator declama poemas a cada cena             |